# Pouzols
Pouzols é uma comuna francesa na região administrativa de Occitânia, no departamento de Hérault. Estende-se por uma área de 2,96 km². Em 2010 a comuna tinha 985 habitantes (densidade: 332,8 hab./km²).